# Reillon
Reillon ist eine französische Gemeinde mit 73 Einwohnern (Stand 1. Januar 2022) im Département Meurthe-et-Moselle in der Region Grand Est (vor 2016 Lothringen). Sie gehört zum Arrondissement Lunéville und zum Kanton Baccarat.

## Geografie
Die Gemeinde liegt etwa 42 Kilometer ostsüdöstlich von Nancy im Südosten des Départements Meurthe-et-Moselle. Nachbargemeinden sind Leintrey im Norden, Gondrexon im Osten, Chazelles-sur-Albe im Südosten, Blémerey im Süden, Domjevin im Südwesten sowie Vého im Westen.

## Geschichte
Die heutige Gemeinde wurde 1293 unter dem Namen Rullons erstmals in einem Dokument erwähnt. Im Jahr 1604 wurde Marguerite François als Hexe verbrannt. Reillon war Teil der Vogtei (Bailliage) Blâmont und gehörte somit historisch zum Herzogtum Lothringen, das 1766 an Frankreich fiel. Bis zur Französischen Revolution lag die Gemeinde dann im Grand-gouvernement de Lorraine-et-Barrois. Von 1793 bis 1801 war Reillon dem Distrikt Blâmont und dem Kanton Leintrey zugeteilt. Von 1801 bis 2015 lag die Gemeinde im Kanton Blâmont und ist seither Teil des Kantons Baccarat. Seit 1801 gehört Reillon zum Arrondissement Lunéville. Die Gemeinde lag bis 1871 im alten Département Meurthe. Im Ersten Weltkrieg wurde die Gemeinde bis auf den Kalvarienberg an der Kirche vollständig zerstört.

## Bevölkerungsentwicklung
| Jahr                       | 1962 | 1968 | 1975 | 1982 | 1990 | 1999 | 2007 | 2019 |
| Einwohner                  | 63   | 54   | 64   | 83   | 87   | 72   | 71   | 78   |
| Quellen: Cassini und INSEE |      |      |      |      |      |      |      |      |

## Verkehr
Reillon liegt nahe an bedeutenden überregionalen Verkehrswegen. Die Gemeinde liegt südlich der Bahnstrecke von Paris nach Straßburg. Die nächstgelegene Haltestelle ist in Emberménil. Wenige Kilometer südlich führt die N4 vorbei. Der nächstgelegene Anschluss ist in Bénaménil. Für den regionalen Verkehr ist die D162 wichtig, die mitten durch das Dorf führt.

## Sehenswürdigkeiten
- Dorfkirche Église de la Nativité-de-la-Vierge, nach dem Ersten Weltkrieg wiederaufgebaut
- Zwei Militärfriedhöfe aus dem Ersten Weltkrieg. Dort liegen die Gräber von 5500 deutschen und 1400 französischen Soldaten
- Kalvarienberg von 1604, einziges Überbleibsel des alten Dorfs
- Wegkreuz an der Grande Rue

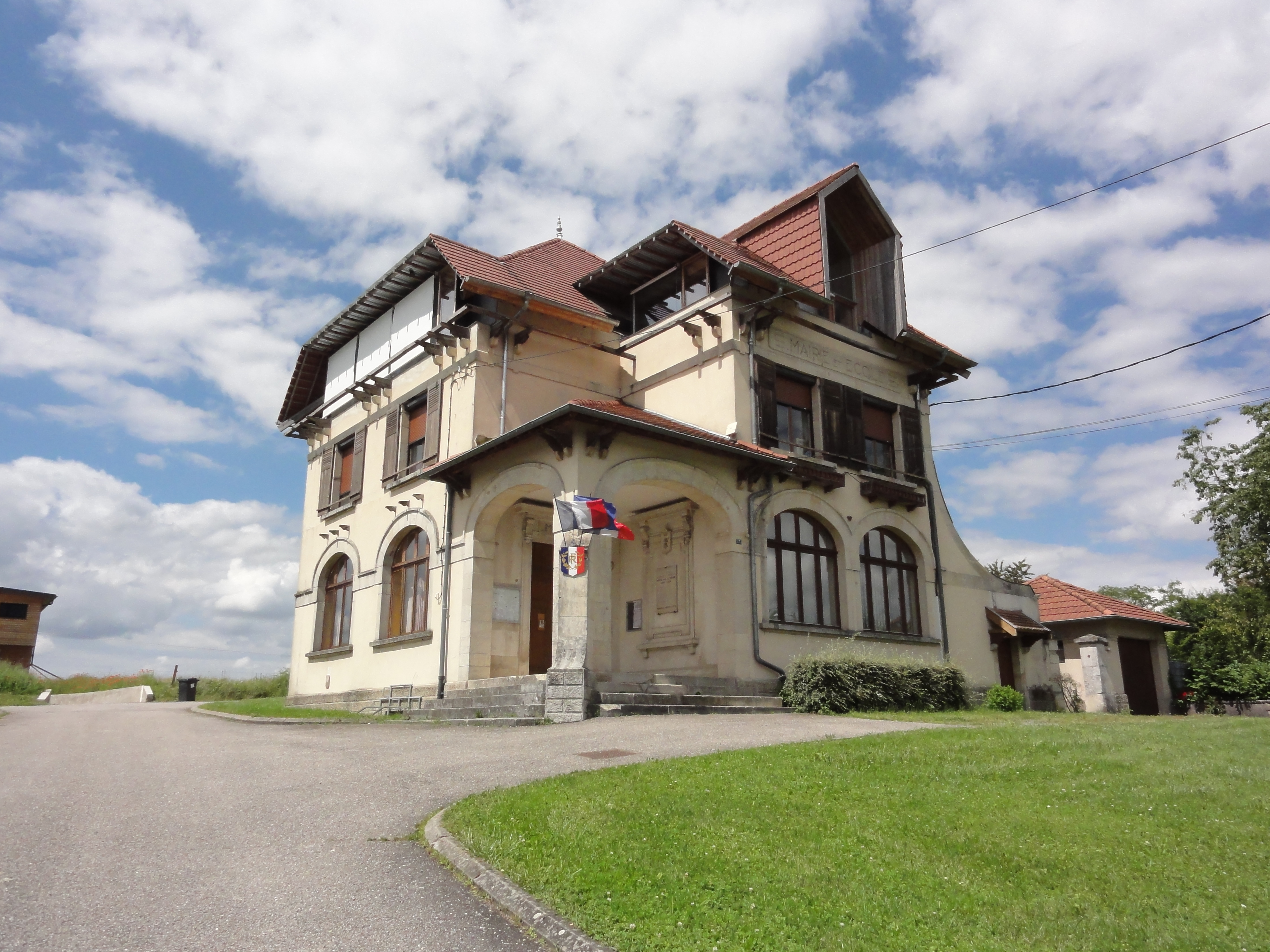
Rathaus (Mairie) und Dorfschule der Gemeinde
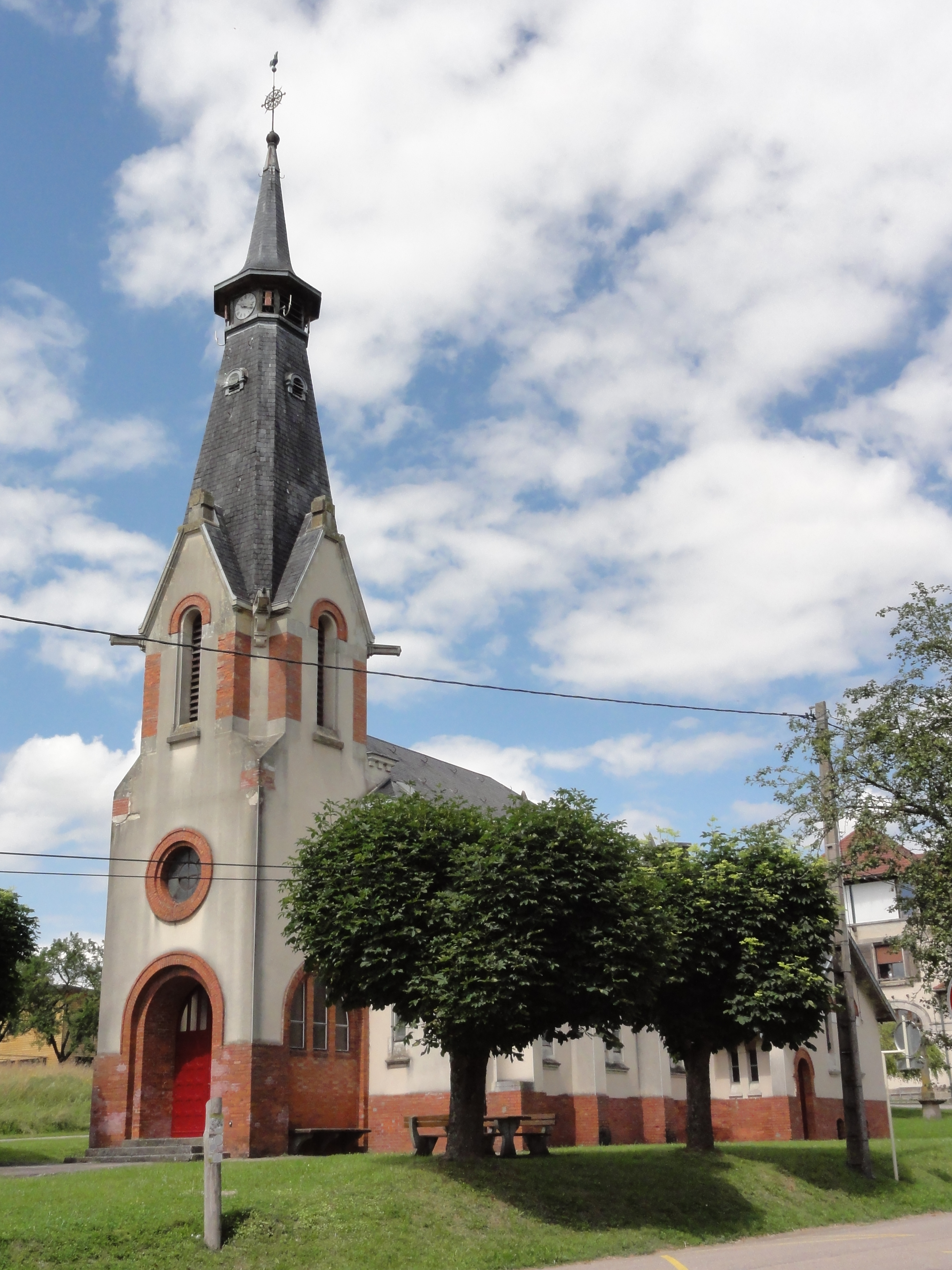
Dorfkirche Église de la Nativité-de-la-Vierge
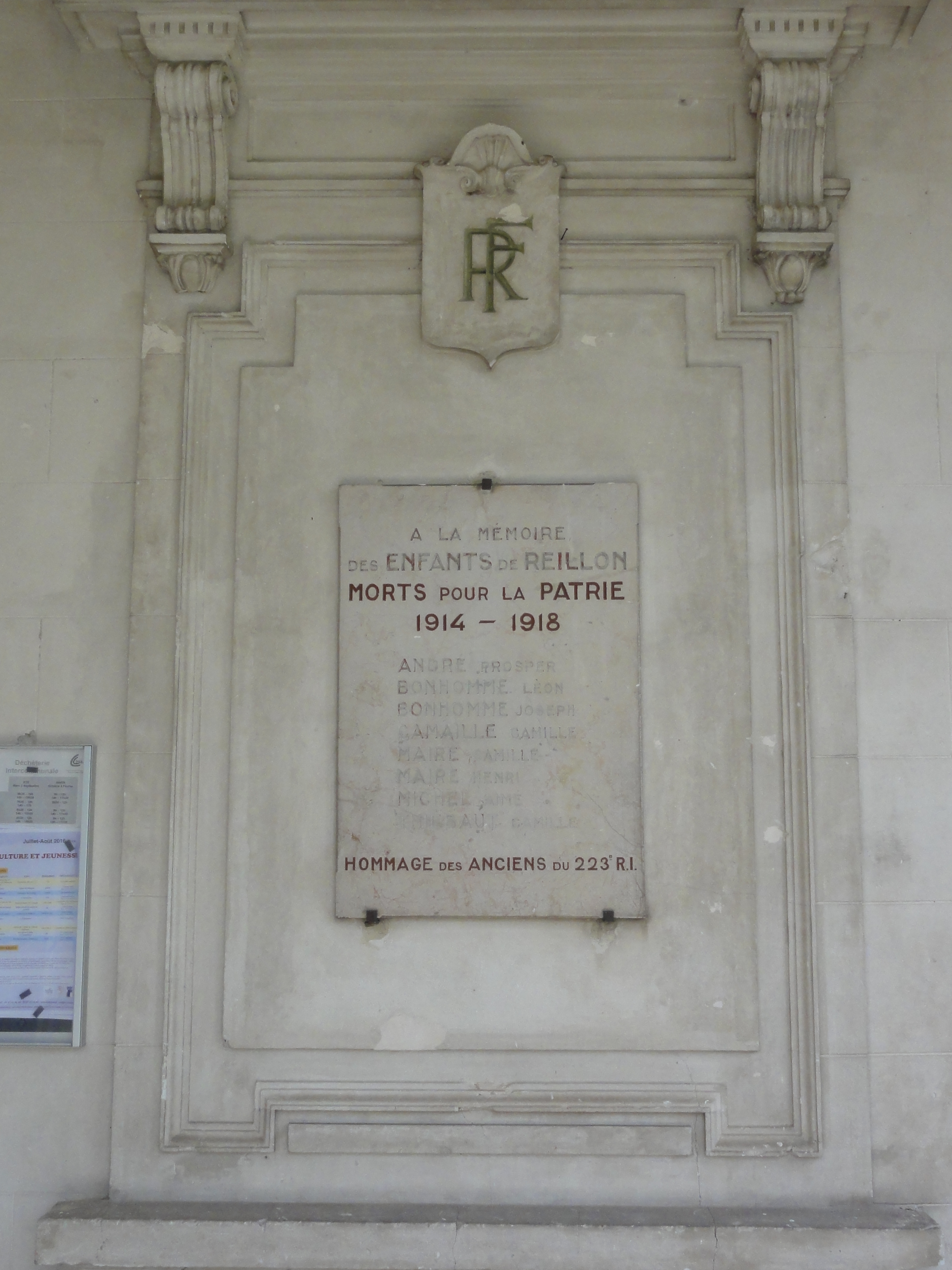
Denkmal für die Gefallenen beim Eingang zum Rathaus
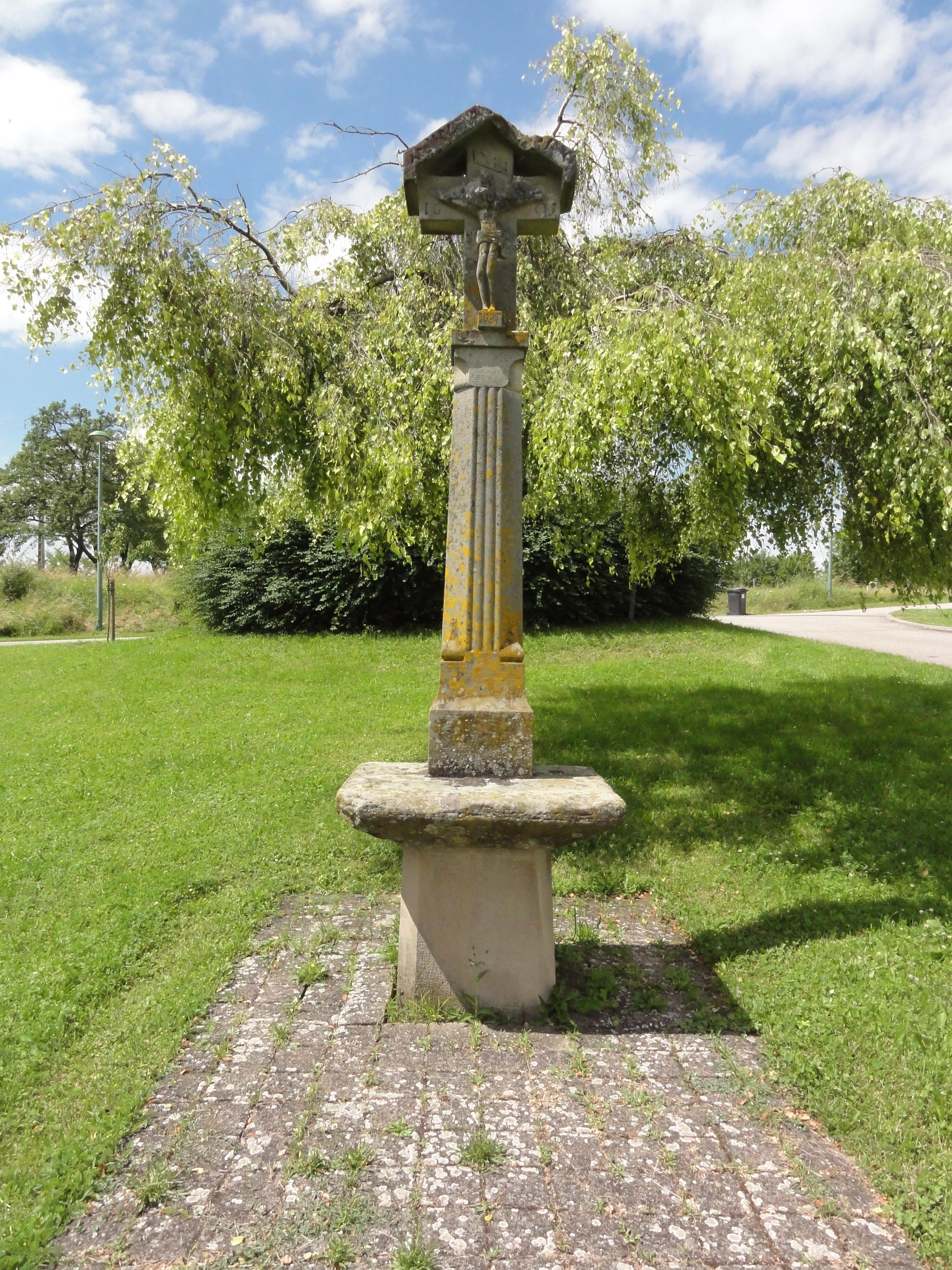
Eines der beiden Wegkreuze
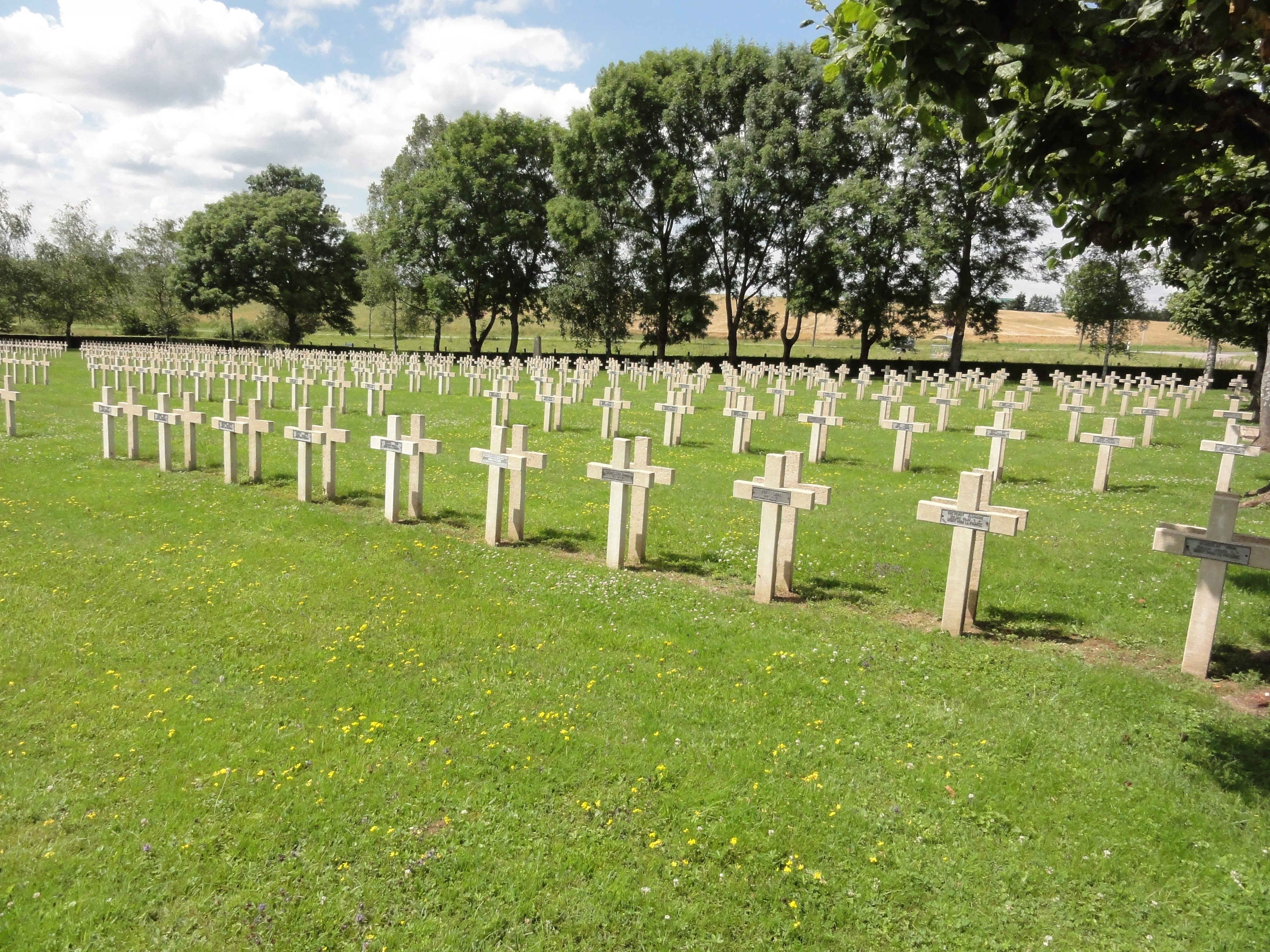
Nationalfriedhof (Nécropole) östlich des Dorfs